# خوسيه كاربيو
خوسيه كاربيو هو حكم كرة قدم ولاعب كرة قدم إكوادوري، ولد في 19 أكتوبر 1966.